# کمیل (فیلم ۱۹۱۵)
کَمیل (فرانسوی: Camille‎) یک فیلم است که در سال ۱۹۱۵ منتشر شد. از بازیگران آن می‌توان به کلارا کیمبل یونگ و رابرت کامینگز اشاره کرد.